# Austrocactus patagonicus
Austrocactus patagonicus là một loài thực vật có hoa trong họ Cactaceae. Loài này được (F.A.C.Weber ex Speg.) Hosseus mô tả khoa học đầu tiên năm 1926.

## Hình ảnh

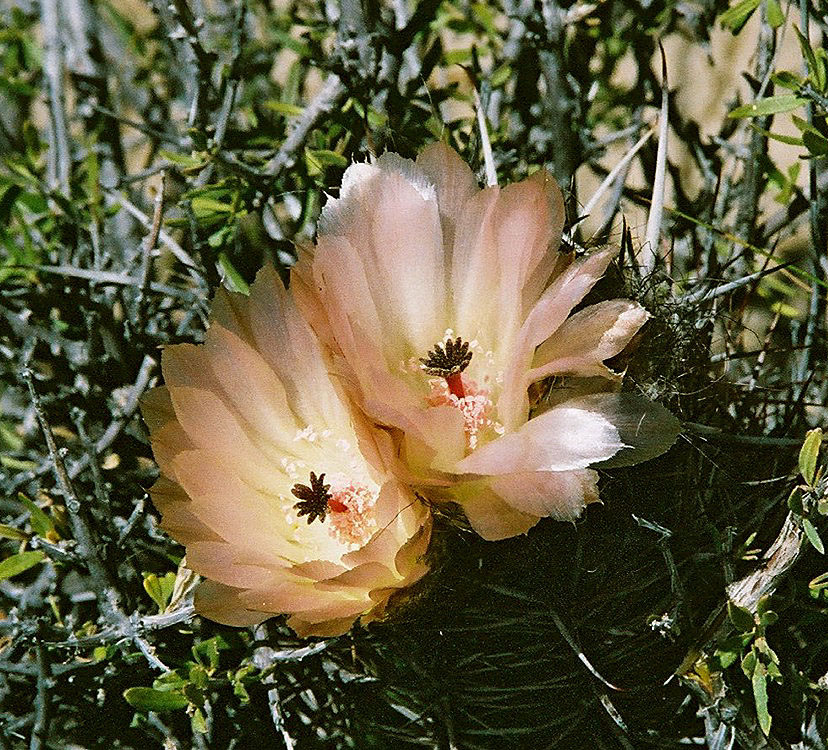